# Silvano Estacio
Silvano Estacio (San Lorenzo, Ecuador; 16 de diciembre de 1981) es un exfutbolista y entrenador de fútbol ecuatoriano. Se desempeñaba como centrocampista y actualmente dirige a 9 de Octubre de la Serie A de Ecuador.

## Trayectoria

### Como jugador
Silvano Estacio llegó a Emelec en 1999, formó parte del primer plantel pero no pudo debutar y jugaba constantemente en las divisiones inferiores del club. El 2003 debutó en Primera División, marcó su primer gol profesionalmente el 12 de abril del mismo año al Técnico Universitario en el Capwell en el partido que terminó 3-3.
También jugó en varios clubes como Panamá Sporting Club, Audaz Octubrino, Manta FC, Club Deportivo Cuenca, Mushuc Runa y Rocafuerte Fútbol Club. El 2019 volvió a ser futbolista, jugando en Toreros y Chacaritas Fútbol Club.
En sus comienzos jugaba de delantero, pero a medida que iban pasando los años los diversos técnicos que lo dirigían lo iban ubicando en varios puestos de la cancha. Ha jugado de lateral defensivo derecho e izquierdo, volante central, volante mixto, volante ofensivo y delantero, llegando a ser un jugador polifuncional que podría ocupar cualquier posición. Al haber sido defensa, volante y delantero, sólo le faltó jugar un partido oficial como arquero, aunque si lo hizo en entrenamientos.

### Como técnico
En el 2015 es director técnico del Patria de Buena Fe. El 2 de agosto de 2022 asume de forma interina la dirección técnica de 9 de Octubre de la Serie A. El 19 de agosto fue ratificado como entrenador principal del club octubrino hasta el final de la temporada.

## Clubes

### Como jugador
| Club              | País    | Año       |
| ----------------- | ------- | --------- |
| Emelec            | Ecuador | 2003-2004 |
| Audaz Octubrino   | Ecuador | 2004      |
| Emelec            | Ecuador | 2005      |
| Manta F. C.       | Ecuador | 2005      |
| Emelec            | Ecuador | 2006-2012 |
| Deportivo Cuenca  | Ecuador | 2013      |
| Mushuc Runa       | Ecuador | 2013-2014 |
| Deportivo Azogues | Ecuador | 2015      |
| Rocafuerte F. C.  | Ecuador | 2016      |
| Toreros F. C.     | Ecuador | 2019      |
| Chacaritas        | Ecuador | 2019      |

## Palmarés

### Campeonatos nacionales
| Torneo            | Club       | Año  |
| ----------------- | ---------- | ---- |
| Segunda Categoría | Chacaritas | 2019 |

### Campeonatos locales
| Torneo         | Club       | Año  |
| -------------- | ---------- | ---- |
| Copa Asoguayas | Emelec (*) | 2008 |

(*): Como capitán